# Diphyus cockerelli
Diphyus cockerelli là một loài tò vò trong họ Ichneumonidae.